# NTTデータセキスイシステムズ
株式会社エヌ・ティ・ティ・データ・セキスイシステムズ（NTTデータセキスイシステムズ、英文社名：NTT DATA SEKISUI SYSTEMS CORPORATION.）は、大阪市北区に本社を置くNTTデータのシステムインテグレーター（ユーザー系）である。

## 概要
1987年に積水化学工業の情報システム部が分離独立し設立された「株式会社セキスイ・システム・センター」を源流とする。2005年1月、NTTデータと資本・技術提携し、現社名に変更。翌2006年、同じグループ企業だった株式会社アイザック（International Sekisui AI Corp.）が合併し、現在に至る。
当社の社員は、管理職、一般社員ともにほぼ全員がプロパー社員であり、積水化学工業やNTTデータからの出向社員は役員の一部である。事業としては、積水化学工業及び同社グループ会社関連案件の一次請け案件をメインとしている。また外販案件として、独自のASP基幹サービス「SKit（スキット）」を販売している。

## 沿革
- 1969年（昭和44年） - 積水化学工業システム部設立。
- 1986年（昭和61年） - 積水化学工業100%出資により株式会社アイザックを設立。
- 1987年（昭和62年）6月 - 積水化学工業システム部を独立・分社化し、同社100%出資により株式会社セキスイ・システム・センターを設立。
- 2005年（平成17年）1月 - NTTデータが資本参加。株式会社NTTデータセキスイシステムズに社名変更。
- 2006年（平成18年）- NTTデータセキスイシステムズとアイザックが合併。

## 事業所
- 大阪本社 - 大阪府大阪市北区中崎西2-4-12　梅田センタービル29F
- 東京本社 - 東京都渋谷区渋谷1-11-8　渋谷パークプラザ